# Колье Шарлотты
«Колье Шарлотты» — советский цветной трёхсерийный телевизионный художественный фильм-детектив, поставленный на Киностудии «Ленфильм» в 1984 году режиссёром Евгением Татарским по мотивам повести Анатолия Ромова «Таможенный досмотр».
По заказу Государственного комитета СССР по телевидению и радиовещанию
Премьера фильма в СССР состоялась 17 декабря 1984 года.

## Сюжет
Сотрудники КГБ — полковник Серёгин и лейтенант Павлов — расследуют убийство мелкого фарцовщика и валютчика Виктора Кораблёва. Расследование выводит их на след преступной группы, переправляющей за границу ценные произведения ювелирного искусства.
Поединок с опытными и хитрыми преступниками оказывается для сотрудников серьёзным испытанием. Выясняется, что убийство Кораблёва связано с попыткой тайно вывезти за границу знаменитую антикварную историческую реликвию, известную под названием «Колье Шарлотты».

## В главных ролях
- Кирилл Лавров — Владимир Владимирович Серёгин, полковник КГБ
- Вадим Ледогоров — Антон Борисович Павлов, лейтенант КГБ

## В ролях
- Юрий Кузнецов — Корчёнов, преступник-рецидивист
- Игорь Янковский — Виктор Кораблёв, фарцовщик
- Валентина Воилкова — Светлана, сестра Виктора
- Валерий Матвеев — Игорь Линёв, друг Светланы и Виктора
- Георгий Мартиросьян — Стас Седов, приятель Виктора
- Елена Соловей — Мария Григорьевна Зенова
- Владимир Сошальский — Губченко, известный в определённых кругах под кличкой «Тюля»
- Алексей Рессер — Аркадий Ильич Ройзман, мастер-ювелир
- Галина Никулина — Марина, приятельница Стаса
- Сергей Виноградов — генерал Бурылин
- Мария Белкина — Ольга Хелемская — подруга Стаса Седова
- Евгений Киндинов — Георгий Северцев, судовой врач
- Лев Прыгунов — Павел Парин, судовой врач
- Георгий Дрозд — Яков Гурский, судовой врач
- Игорь Ефимов — Торопов
- Жанна Прохоренко — дежурная в гостинице
- Олег Белов — Евдокимов, начальник охраны порта
- Владимир Долгушин — Юрий Захарович Юсов, сотрудник КГБ
- Владимир Валуцкий — Пачински, коллекционер-контрабандист из Канады
- Карина Моритц — Мери, спутница Пачинского
- Нина Титова — Лыкова, соседка Корчёнова
- Юрий Соловьёв — прокурор
- Галина Фигловская — гид
- Светлана Романова — медсестра в поликлинике порта
- Дагмара Вавилова — фельдшер

## Съёмочная группа
- Авторы сценария — Артур Макаров, Анатолий Ромов
- Режиссёр-постановщик — Евгений Татарский
- Оператор-постановщик — Юрий Векслер
- Художник-постановщик — Исаак Каплан
- Композитор — Александр Журбин